# Simone Calimani
Simone Calimani, in veneto Simon Calimani, in ebraico Simchah ben Abraham Calimani (Venezia, 1699 – Venezia, 2 agosto 1784), è stato un rabbino e scrittore italiano.

## Biografia
Fu uno scrittore versatile e si distinse come linguista, poeta, oratore e talmudista. Durante il suo rabbinato Calimani fu impegnato come correttore alla stamperia ebraica di Venezia. Nel gran numero di libri da lui emendati ci fu il responsum di David ben Zimra (detto il RaDBaZ), al quale egli aggiunse un indice, e lo Yad Haruzim (in versi ebraici) di Gerson Hefez, che Calimani arricchì con proprie note.
Calimani, sostenitore di idee liberali nel campo religioso, prese parte alla campagna diretta da Naphtali Wessely contro la degenerazione nelle sinagoghe del pilpul (un metodo di studio talmudico).

## Opere
- II Rabbino Morale-Toscano, traduzione in italiano del trattato mishnaico Abot (in collaborazione con Jacob Saraval), pubblicato a Venezia nel 1729, spesso ristampato.
- Kelale Dikduke Leshon 'Eber, una grammatica ebraica inserita alla fine della Bibbia, pubblicata a Venezia nel 1739.
- Grammatica Ebrea, traduzione in italiano dell'opera precedente, pubblicata a Venezia nel 1751 e a Pisa nel 1815.
- Kol Simhah ("La voce della gioia"), un dramma allegorico con protagonisti la Gelosia, la Follia e la Saggezza personificate, pubblicata a Venezia nel 1758.
- Un dizionario ebraico-italiano, incompiuto.

### Opere consultabili in rete
- Grammatica ebrea spiegata in lingua italiana composta da Simon Calimani rabbino veneto, Venezia, nella Stamparia Bragadina, 1751. Google libri.